# Dalías
Dalías là một đô thị thuộc tỉnh Almería, ở cộng đồng tự trị Andalusia, Tây Ban Nha. Đô thị này có diện tích 140 km², dân số năm 2005 là 3773 người.

## Biến động dân số
| 1999  | 2000  | 2001  | 2002  | 2003  | 2004  | 2005  |
| ----- | ----- | ----- | ----- | ----- | ----- | ----- |
| 3,663 | 3,634 | 3,679 | 3,680 | 3,660 | 3,675 | 3,773 |

Nguồn: INE (Tây Ban Nha)